# Walking the Greasy Pole, Further Efforts
Walking the Greasy Pole, Further Efforts è un cortometraggio muto del 1900. Il nome del regista non viene menzionato nei titoli del film ma vi appare quello del produttore Cecil M. Hepworth come direttore della fotografia.

## Produzione
Il film fu prodotto dalla Hepworth.

## Distribuzione
Distribuito dalla Hepworth, il documentario - un cortometraggio della lunghezza di 15,2 metri - presumibilmente uscì nelle sale cinematografiche britanniche nel 1900.
Non si hanno altre notizie del film che si ritiene perduto, forse distrutto nel 1924 quando il produttore Cecil M. Hepworth, ormai fallito, cercò di recuperare l'argento del nitrato fondendo le pellicole.